# 이세용
이세용(1995년 7월 6일 ~ )은 대한민국의 방송인이다. 방송인 겸 모델인 홍영기와 결혼했다. 자녀는 아들 두 명 이 있는데 첫째는 이재원 이고 둘째는 이제트이다.